# Parafia Matki Bożej Różańcowej w Rzeszowie

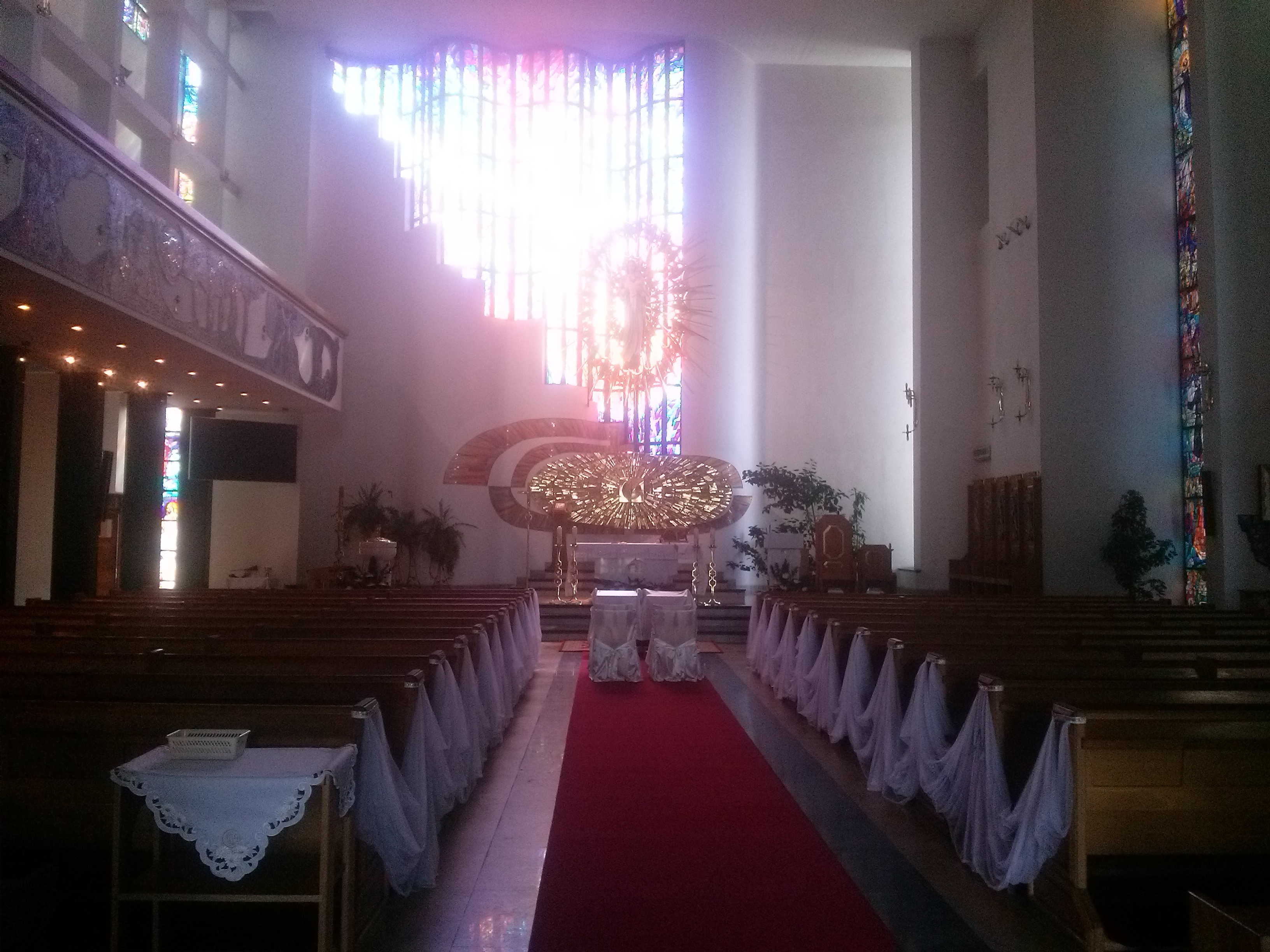
Wnętrze kościoła parafialnego (2014)

Parafia Matki Bożej Różańcowej w Rzeszowie – parafia rzymskokatolicka znajdująca się w diecezji rzeszowskiej w dekanacie Rzeszów Fara. Erygowana w 1976 roku. Mieści się przy ulicy Orlej w Rzeszowie.

## Historia
W 1972 roku z polecenia bpa Ignacego Tokarczuka, ks. Józef Sondej zakupił działkę i dom przy ul. Łabędziej 7 w Rzeszowie, aby utworzyć ośrodek duszpasterski dla nowego osiedla na Baranówce. Na nową placówkę duszpasterską został skierowany ks. Julian Jakieła, który zajął się budową nowej kaplicy, ale wykonaniu fundamentów pod kaplicę, został wyrzucony przez milicję, a dom bezprawnie zajęty. 
Następnie ks. Piotr Szkolnicki z Czudca, przekazał dom przy ul. Jastrzębiej 9, a kolejnym  duszpasterzem został ks. Józef Kapusta. 12 października 1973 roku w nowym domu zainaugurowano wieczystą adorację Najświętszego Sakramentu. 14 października 1973 roku bp Ignacy Tokarczuk. Władze państwowe nadal stosowały represje, ale dzięki zdecydowanej postawie wiernych kaplica pozostała. W 1974 roku został ustanowiony rektorat.
16 października 1976 roku została erygowana parafia pw. Matki Bożej Różańcowej. W 1983 roku rozpoczęto budowę murowanego kościoła, według projektu arch. Romualda Loeglera. W 1987 roku oddano do użytku dolny kościół, a 15 października 1989 roku bp Ignacy Tokarczuk poświęcił nowy kościół. 7 października 2016 roku bp Jan Wątroba dokonał konsekracji kościoła. Na terenie parafii jest 2 320 wiernych.

## Proboszczowie parafii
- 1976–1990 ks. Józef Kapusta[3]
- 1990–2022 ks. Tadeusz Wyskiel
- 2022–2023 ks. Paweł Pietrusiak
- od 2023 ks. Czesław Goraj[4]